# Lista de presidentes da Câmara Municipal de Albufeira
Esta é a lista dos presidentes da Câmara Municipal de Albufeira, no Distrito de Faro, Algarve, Portugal.
| N.º | Presidente                                 | Presidente | Período do governo (duração do governo)           | Partido | Vice-presidente(s)           | Eleição | Referências |
| --- | ------------------------------------------ | ---------- | ------------------------------------------------- | ------- | ---------------------------- | ------- | ----------- |
| 3   | Manuel Ramires (????–)                     |            | (em exercício) 15 de junho de 1910 até 1910 (.)   |         | v ()                         | d       |             |
| 3   | Manuel Ramires (????–)                     | ç          | (em exercício) 15 de junho de 1910 até 1910 (.)   |         | v ()                         |         |             |
| 3   | Manuel da Costa (????–)                    |            | (em exercício) 22 de outubro de 1910 até 19?? (.) |         | v ()                         | d       |             |
| 3   | Manuel da Costa (????–)                    | ç          | (em exercício) 22 de outubro de 1910 até 19?? (.) |         | v ()                         |         |             |
| 3   | Francisco de Paula Baptista (????–)        |            | 4 de janeiro de 1911 até 19?? (.)                 |         | v ()                         | d       |             |
| 3   | Francisco de Paula Baptista (????–)        | ç          | 4 de janeiro de 1911 até 19?? (.)                 |         | v ()                         |         |             |
| 3   | Joaquim Rodrigues do Carmo Neves (????–)   |            | 24 de janeiro de 1912 até 19?? (.)                |         | v ()                         | d       |             |
| 3   | Joaquim Rodrigues do Carmo Neves (????–)   | ç          | 24 de janeiro de 1912 até 19?? (.)                |         | v ()                         |         |             |
| 3   | Joaquim Manuel de Mendonça Gouveia (????–) |            | 1913 até 19?? (.)                                 |         | v ()                         | d       |             |
| 3   | Joaquim Manuel de Mendonça Gouveia (????–) | ç          | 1913 até 19?? (.)                                 |         | v ()                         |         |             |
| 3   | José Joaquim Vieira (????–)                |            | 1914 até 19?? (.)                                 |         | v ()                         | d       |             |
| 3   | José Joaquim Vieira (????–)                | ç          | 1914 até 19?? (.)                                 |         | v ()                         |         |             |
| 3   | Francisco de Paula Baptista (????–)        |            | 1915 até 19?? (.)                                 |         | v ()                         | d       |             |
| 3   | Francisco de Paula Baptista (????–)        | ç          | 1915 até 19?? (.)                                 |         | v ()                         |         |             |
| 3   | Francisco de Paula Baptista (????–)        |            | 1916 até 19?? (.)                                 |         | Francisco Martins Cardoso () | d       |             |
| 3   | Francisco de Paula Baptista (????–)        | ç          | 1916 até 19?? (.)                                 |         | Francisco Martins Cardoso () |         |             |
| 3   | Francisco de Paula Baptista (????–)        |            | 1916 até 19?? (.)                                 |         | Francisco Martins Cardoso () | d       |             |
| 3   | Francisco de Paula Baptista (????–)        | ç          | 1916 até 19?? (.)                                 |         | Francisco Martins Cardoso () |         |             |
| 3   | Henrique Gomes Vieira (????–)              |            | 1973 até 10 de maio 1974 (.)                      |         | d ()                         | d       |             |
| 3   | Henrique Gomes Vieira (????–)              | ç          | 1973 até 10 de maio 1974 (.)                      |         | d ()                         |         |             |

## P(1911–1926)
| # | Presidente da Câmara Municipal de Albufeira (Nascimento–Morte) | Retrato | Início do mandato     | Fim do mandato          | Partido                  | Notas                        | Eleições |
| - | -------------------------------------------------------------- | ------- | --------------------- | ----------------------- | ------------------------ | ---------------------------- | -------- |
| 1 | José Manuel Estêvão dos Santos Silva (??–)                     |         | 12 de julho 1979      | 12 de julho 1982        | Aliança Democrática      |                              | 1979     |
| " | Desidério Jorge da Silva (1951–)                               |         | Janeiro de 2002       | 1 de novembro de 2012   | Partido Social Democrata |                              |          |
| " | José Carlos Martins Rolo (Belver, 1956–)                       |         | 2 de novembro de 2012 | 2 de novembro de 2013   | Partido Social Democrata |                              |          |
| " | Carlos Eduardo da Silva e Sousa (1957–2018)                    |         | 2 de novembro de 2013 | 23 de fevereiro de 2018 | Partido Social Democrata |                              |          |
| . | José Carlos Martins Rolo (Belver, 1956–) (2ª vez)              |         | fevereiro 2018        | Actual                  |                          | Partido Social Democrata PSD | 2017     |

| N.º | Presidente                       | Presidente | Período do governo (duração do governo) | Partido                      | Vice-presidente(s)                                      | Eleição | Referências |
| --- | -------------------------------- | ---------- | --------------------------------------- | ---------------------------- | ------------------------------------------------------- | ------- | ----------- |
|     | José Carlos Martins Rolo (1956–) |            | 2017 até 2020 (atualmente)              | Partido Social Democrata PSD | Ana Filipa Simões Grade dos Santos Pífaro Dinis (1974–) | 2017    |             |